# 塞爾巴尼夫卡
49°35′28″N 28°7′46″E / 49.59111°N 28.12944°E
塞爾巴尼夫卡（羅馬化：Serbanivka）是烏克蘭的村落，位於該國西南部文尼察州，由赫梅利尼克區負責管轄，始建於1710年，面積1.2平方公里，海拔高度280米，2001年人口384，人口密度每平方公里320人。